# Poblat iberoromà de Sant Josep
El Poblat Iberoromà de Sant Josep, situat en la població de La Vall d'Uixó, al paratge de Sant Josep, al "Turó de Sant Josep", al costat de l'Ermita de la Sagrada Família, a la comarca de la Plana Baixa, està constituït per les restes d'una antiga ciutat emmurallada datada de l'Edat de Bronze, encara que va ser abandonat fins als segles iv i V. Està catalogat, de forma genèrica, com Bé d'Interès Cultural, amb anotació ministerial R-I-55-0000620, i data d'anotació 20 de desembre de 1999.
Les restes (constituïts per: una considerable part de l'acròpoli, la muralla, dues torres quadrades, carrers, escales i restes d'habitacles) ens permeten considerar que el poblat comptava amb muralles (de fàbrica de maçoneria, utilitzant pedres irregulars i ajustades. De petites dimensions), torres (de planta quadrangular, de les quals queden vestigis de dos d'elles) i habitatges.
L'Ajuntament de Vall Uxó va dur a terme una sèrie de treballs per a la recuperació del Poblat íbero de Sant Josep.